# شريطية قزمة
الشريطية القزمة أو محرشفة قزمة (بالإنجليزية: Hymenolepis nana) هو نوع من حلقيات المحاجم عالمي الاٍنتشار ومن أهم الشراطيات التي تصيب الإنسان حيث يوجد اينما وجد تجمع سكاني. وتنتشر خاصة بين الأطفال. ويمكن اٍيجادها في جميع أنحاء العالم ولكن بصفة شائعة في المناطق المعتدلة.
معدلات الإصابة من 1 ٪ في جنوب الولايات المتحدة الأمريكية إلى 9 في المائة في الأرجنتين، وإلى 97.3 ٪ في موسكو.

## دورة حياة الطفيلي
يكتسب المرض غالبا من البيض في براز أشخاص أخرى ن مصابين بالعدوى، التي تنتقل اٍلى الغذاء عن طريق الأصابع الملوثة أو مياه الشرب الملوثة بمياه الصرف الصحي. محرشفة قزمة هي الوحيدة من بين الشراطيات التي لا تحتاج اٍلى مضيف وسيط للوصول اٍلى مرحلتها الاٍنتانية.
عندما تؤكل من قبل إنسان أو أحد القوارض، تفقس البيوض في الاثنا عشر، وتفرج عن المصدرة (يرقة الشريطية) التي تخترق الغشاء المخاطي وتتمكن من الوصول إلى القنوات الليمفاوية للزغب. المصدرة تتطور اٍلى كيسانية مذنبة لها ذيل ورائس (scolex)، مركبة من الألياف الطولية ومجرفة مع بقية الدودة ولا تزال داخل كيس. خمسة أو ستة أيام فيما بعد كيسانية مذنبة نخرج إلى تجويف الأمعاء الدقيقة، حيث تتعلق وتبلغ.